# Jaume Pau
Jaume Pau (Perpinyà, ? - Barcelona, 1466) fou un notable jurista català.
Establert a Barcelona, Jaume Pau va ser un home que es distingí per la seva integritat, segons informa Carbonell en la biografia que escriu d'aquest baró il·lustre. Exercí com a jutge a les Balears durant quatre anys.
Membre del consell reial d'Alfons el Magnànim, amb qui estigué a Nàpols, i de Joan II d'Aragó. Arran d'ocupar aquest càrrec, Jaume Pau no va poder sostreure's als esdeveniments polítics del país, i per això l'any 1461, durant la revolta dels catalans contra Joan II a favor de l'alliberament del príncep de Viana i de la confirmació de drets del Principat de Catalunya, fou empresonat a Barcelona el dia 11 de març, el dia abans de l'entrada del príncep Carles a Barcelona.
Es va casar amb Elisabet Coll i va tenir quatre fills, un d'ells seria Jeroni Pau (un dels més importants humanistes del segle xv als Països Catalans). Va morir als idus de juny de 1466, i fou enterrat al monestir de Sant Jeroni de Betlem. A l'Arxiu de la Catedral de Girona es conserva, transcrit per Pere Miquel Carbonell, el poema-epitafi de Jaume Pau.

## Obres
- Glossae siue postillae... super constitutionibus Jacobi II regis in tercia curia Barcinone, obra en col·laboració amb altres jurisconsults, ms. d-ii-17 a la Biblioteca del  Monestir de l'Escorial.
- Notae de represaliis et de aliquibus quaestionibus quae ortae fuerunt occasione mortis regis Martini, ms. d-ii-19 a la Biblioteca del Real Monasterio de El Escorial.

L'obra jurídica de Pau és formada per unes glosses al dret romà que després de la seva mort foren copiades per Jaume Garcia, arxiver de la Corona d'Aragó, antecessor de Pere Miquel Carbonell, i per encàrrec de Bartomeu de Verí. Encara romanen inèdites.